# Hyperdiplosis producta
Hyperdiplosis producta är en tvåvingeart som beskrevs av Ephraim Porter Felt 1912. Hyperdiplosis producta ingår i släktet Hyperdiplosis och familjen gallmyggor. Inga underarter finns listade i Catalogue of Life.